# ランディーズ
ランディーズは、吉本興業大阪本部に所属していたお笑いコンビである。1995年結成、2017年解散。

## 概要
吉本総合芸能学院 (NSC)で出会い、コンビを結成。ネタは主に漫才であるが、過去にはネタ中に大道芸も取り入れていた。2003年夏にbaseよしもとを卒業するまで同劇場を中心に活動、ソロイベント「ランディーズのWA!!」は大阪のほか東京、名古屋でも開催された。うめだ花月でネタもん・芝居もんに出演、ソロイベントを開催するほか、テレビのレポーターやパネラー、そしてラジオのパーソナリティーとしてもマルチに活動していた。中川は阪神タイガースファンで、コンビ名の由来は「ランディ・バースのようになりたい」だが、高井は巨人ファンである。演劇活動も行っている。
TKF (たむらけんじファミリー) に入っているコンビの一つ。若い頃ははちゃめちゃな性格でも知られており、海の家でアルバイトしていた時に、気に入らない客がいるとカキ氷などに唾をかけてから出していたと深夜番組で告白している。
2007年の吉本新喜劇加入以降、コンビでの活動は徐々に減った。2017年6月25日、高井がテレビ番組出演時、コンビ解散を発表。
2020年11月1日、なんばグランド花月にて開催されたテンダラー白川悟実の単独ライブ「テンダラー白川生誕50祭」に出演。一夜限りの再結成となった。

## メンバー
- 中川貴志（なかがわ たかし、1975年7月4日 - ）
ボケ担当。立ち位置は向かって左。ピンの時は「代打屋中川」あるいは「中川春団治」としても活動。
- 高井俊彦（たかい としひこ、1975年8月27日 - ）
ツッコミ担当。立ち位置は向かって右。

## 略歴
- 1995年4月、コンビ結成。
- 1999年夏、朝日放送のバラエティー『なりたぁ〜い!』の企画で、7月 - 9月の二ヶ月間世界中を旅して大道芸を身に付ける。しかし帰国すると、前説の仕事のレギュラーは全部ビッキーズになっていたという。その後、『紳助の人間マンダラ（KTV）』においてロザン・キングコングとともに“歌って踊れる芸人”をコンセプトにしたユニット「WEST SIDE」を結成（当初は「間寛平の男前軍団」であった）。
- 2001年、東芝EMIから発売されたデビューシングル「WEST LOVE SHINE」は即日完売。高井はリーダー的存在として広く世間に知られた。『おはよう朝日土曜日です（ABC）』レポーターや『2時ワクッ！（KTV）』パネラーなどを経験し、『魁!!ランディーズ（ABCラジオ）』のメインパーソナリティーなどでも活動する。
- 2004年9月10日には、共演者が全て演劇団体員という演劇イベント『ランディーズ・ナイト・シアター“告別式”』をなんばグランド花月で行った。2005年7月28日・29日には、『ランディーズ・ナイト・シアター vol.2“和式”』をワッハ上方内のワッハホールで行った。
- 2007年10月1日、吉本新喜劇に正座員として加入。
- 2008年11月9日、NGKにて新喜劇に入って1年ということですっちーと共に単独ライブ「あなたすっちー、僕ランディー 〜新喜劇に入って1年たちましてん〜」を開催。
- 2017年6月25日、高井が『やすとものどこいこ!?』（テレビ大阪）に出演した際、自らの肩書きを『元ランディーズ、現・吉本新喜劇』と説明し[4]、翌日のTwitterにて解散したことを報告している[5]。高井は吉本新喜劇での活動を継続。

## 受賞歴
- 第21回（2000年）ABCお笑い新人グランプリ優秀新人賞
- 第31回（2001年）NHK上方漫才コンテスト最優秀賞

## 過去の出演番組

### テレビ
- よしもと新喜劇（毎日放送）
- パチンコファイトTV（サンテレビ）
- ぷちトラ!（GAORA）
- ぶったま!（関西テレビ）不定期
- バラエティー生活笑百科（NHK総合）不定期
- お笑いワイドショー マルコポロリ!(関西テレビ放送）不定期
- ぐっじょぶ（サンテレビ）不定期放送
- 爆笑オンエアバトル（NHK総合）戦績13勝7敗 最高485KB
  - 20回出場しているが、1度もオーバー500、トップ通過を達成することは出来なかった。因みに最高KBである485KBは初挑戦初オンエア時（2000年1月15日放送回・仙台収録）に記録しており、また唯一のコントでのオンエア回であった[6]（他のオンエア回は全て漫才を披露した）。
  - 僅差で負けることが多く、400KB台を獲得しながらオフエアになったことが3回もあった[7]（7敗中6敗が6～7位での敗退だった）。これは歴代でも「イヌがニャーと泣いた日」と並び1位の記録である。しかし、事実上最後の挑戦となった2004年2月20日放送回では初の100KB台（165KB・9位）を記録してしまった。
  - チャンピオン大会には1度も出場できなかった。2001年度のみ大会出場最低条件である年間4勝を達成しているが、年間ランキング20位のバナナマンにボール2個差で及ばず、21位となり出場を逃した[8]。
- 紳助の人間マンダラ
- 2時ワクッ!
- すぽーつアミーゴ!
- ゲンキ王国（ゲンキング）
- F-CUBE月曜日（以上、関西テレビ）
- ?マジっすか!
- オジャング
- センバツバーニングスタジアム
- 新喜劇ボンバー!!（中川のみ、ゲストで高井も出演）
- エンタメニュースショーGET（以上、毎日放送）
- おはよう朝日土曜日です
- なりたぁ〜い!（以上、朝日放送）
- 大阪発元気ダッシュ!DOYAH(NHK BS2)
- リズミックボクシング（サンテレビ）
- なるトモ!水曜（よみうりテレビ）不定期
- よしもとサンサンTV（サンテレビ、不定期）

### ドラマ
- 浪花少年探偵団（2000年、NHK）※第5話ゲスト出演
- 島田紳助プロデュース ウエストサイドストーリー（2002年、朝日放送）
- DRAMATIC-J・僕らのミラクルサマ―（2008年8月4日・11日、関西テレビ）

### ラジオ
- 魁!ランディーズ
- よしもとエンタテイメントステーションGOYŌDA

### CM
- カーセンサー（中川のみ）1997年6月 - 1997年12月
- バイク王インフォマーシャル 2006年1月 - 2月

## 雑誌連載
- 関西ウォーカー（角川書店）・恋愛のカガミ内「恋の救急病棟」
- 「スポニチお笑い戦隊よしもとレンジャー」（スポーツニッポン）毎月第4月曜日(高井のみ)
- ぴあ関西版（ぴあ）・ランディーズの男冥利（終了）
- 関西ウォーカー（角川書店）・めっちゃ!WEST SIDE（終了）

## 関連商品

### 本
- 吉本
- よしもとサッカー大事典 ワールドカップ編
- Y LOVERS
- B面03 ぴあ
- 漫革
- WEST SIDE写真集
- B面 ぴあ
- 吉本興業オフィシャルブック
- よしもと魂
- PICTよしもと YOSSY

### DVD・ビデオ
- 「YOSHIMOTO PRESENTS LIVE STAND 08 OSAKA」
- 「やりすぎコージーDVD15 明るい所ではしゃべれない天王洲猥談 第2談」（中川のみ）
- 「LIVE STAND 07 0430」
- 「YOSHIMOTO PRESENTS LIVE STAND 07」
- 「やりすぎコージーDVD6 明るい所ではしゃべれない天王洲猥談」（中川のみ）
- 「NGKにバファローズがやって来た!!」
- 「ランディーズナイトシアター 和式」
- 「新喜劇フゥ〜!!」
- 「うめだ花月2周年記念DVD A級保存盤」
- 「サタうま!with新喜劇 Vol.1」
- 「喜劇王しんべえす2」
- 「喜劇王しんべえす」
- 「ハリガネロック・チュートリアル・ランディーズ in ZAIMAN」
- 「浪商のヤマモトじゃ！〜大阪総番長編〜」（中川のみ）
- 「baseよしもと2003 大図鑑」
- 「baseよしもと2002 大図鑑」
- 「LIVE at Zepp Osaka E・Y・E」WEST SIDE
- 「story」WEST SIDE
- 「baseよしもと2001 大図鑑」
- 「baseよしもと2000 大図鑑」
- 「心斎橋筋2丁目劇場 final Wa Cha Cha 大爆発 featuring 2丁拳銃・シャンプーハット」
- 「はビデNEOお笑いクールウェイブ vol.4」

### CD
- 「W・S」(R and C)
- 「Right Here,Right Now」(R and C)
- 「WEST LOVE SHINE」
- 「SUMMER SMILE」（base JAPAN TOURで会場限定発売）

## 単独ライブ
- 2000年5月13日 - 無理無理!!ランディーズ（baseよしもと/大阪）初単独
- 2000年7月5日 - 無理無理!!ランディーズ vol.2 〜果たしてランディーズは〜（baseよしもと/大阪）
- 2000年10月22日 - 無理無理!!ランディーズ vol.3 〜ランディーズ祭〜（baseよしもと/大阪）
- 2001年3月4日 - 無理無理!!ランディーズ vol.5 〜限界〜（baseよしもと/大阪）
- 2001年5月11日 - 無理無理!! ランディーズ vol.6 〜心機一転〜（baseよしもと/大阪）
- 2001年7月13日 - 無理無理!!ランディーズ vol.7 〜ギャー!!2人の叫び〜（baseよしもと/大阪）
- 2001年10月11日 - 無理無理!!ランディーズ vol.8 〜ランラン大運動会〜（baseよしもと/大阪）
- 2002年1月21日 - ランディーズのWA!（baseよしもと/大阪）
- 2002年1月30日 - ランディーズの東名阪ツアー「ランディーズのWA!」（銀座ガスホール/東京）
- 2002年3月30日 - 白/黒（なんばグランド花月/大阪）
- 2002年5月9日 - LR（baseよしもと/大阪）
- 2002年11月25日 - Live Randies（baseよしもと/大阪）
- 2003年5月11日 - 無理2!!ランディーズ（シアターVアカサカ/東京）
- 2003年6月15日 - 無理2!!ランディーズ〜中川の貝塚ラブストーリー〜（baseよしもと/大阪）
- 2003年10月31日 - 本気(マジ)！！ランディーズ（うめだ花月/大阪）
- 2004年5月28日 - たーちんの「一人でできるかな?」（うめだ花月/大阪）中川のみ
- 2004年9月10日 - ランディーズ・ナイト・シアター vol.1「告別式」（ワッハ上方/大阪）
- 2005年7月28日 - ランディーズ・ナイト・シアター vol.2 「和式」（ワッハ上方/大阪）
- 2005年7月29日 - ランディーズ・ナイト・シアター vol.2 「和式」（ワッハ上方/大阪）
- 2005年12月6日 - プチ☆ランディーズ（うめだ花月/大阪）
- 2006年2月24日 - ランディーズ・ネタLIVE「○○○な男」（うめだ花月/大阪）
- 2006年6月2日 - ランディーズ・ネタLIVE「はじめての○○○」（うめだ花月/大阪）
- 2006年7月29日 - たーちんのひとりだけ日記（うめだ花月/大阪）中川のみ
- 2006年9月29日 - ランディーズ・ネタLIVE「いい○○○ と わるい○○○」（うめだ花月/大阪）
- 2006年11月26日 - たーちんのひとりだけ日記2（うめだ花月/大阪）中川のみ
- 2006年12月22日 - ランディーズ・ネタLIVE「かなり○○○」（うめだ花月/大阪）
- 2007年2月9日 - たーちんのひとりだけ日記3（うめだ花月/大阪）中川のみ
- 2007年3月9日 - ランディーズの生舞台（うめだ花月/大阪）
- 2007年5月5日 - たーちんのひとりだけ日記4（うめだ花月/大阪）中川のみ
- 2007年6月29日 - ランディーズの生舞台（うめだ花月/大阪）
- 2007年8月4日 - たーちんのひとりだけ日記5（うめだ花月/大阪）中川のみ
- 2007年9月28日 - ランディーズの生舞台（うめだ花月/大阪）
- 2007年11月11日 - たーちんのひとりだけ日記6（うめだ花月/大阪）中川のみ
- 2007年12月20日 - ランディーズの生舞台（うめだ花月/大阪）
- 2008年2月9日 - たーちんのひとりだけ日記7（うめだ花月/大阪）中川のみ
- 2008年3月27日 - ランディーズの生舞台（うめだ花月/大阪）
- 2008年5月8日 - たーちんのひとりだけ日記8（うめだ花月/大阪）中川のみ
- 2008年6月13日 - ランディーズの生舞台（うめだ花月/大阪）
- 2008年8月22日 - たーちんのひとりだけ日記9（うめだ花月/大阪）中川のみ
- 2008年9月20日 - ランディーズの生舞台（うめだ花月/大阪）
- 2009年6月24日 - 高井レシピVol.1 〜カレーライス〜（ヨシモト∞ホール大阪/大阪）高井のみ